# 徐智 (成化辛丑進士)
徐智（1441年—？），字景哲，山東東昌府濮州范縣人，民籍，明朝政治人物。

## 生平
山東鄉試第六十九名舉人。成化十七年（1481年）中式辛丑科會試第一百三十七名，三甲第一百八十六名進士。

## 家族
曾祖徐二；祖父徐文義；父徐良，母楊氏；繼母劉氏；繼母昝氏。